# 裏固
裏固（うらがため）は柔道の固技で、国際柔道連盟 (IJF) が認定する抑込技の1つ。講道館ではこの技を抑込技と認定していなかったが、2017年に正式に採用することになった。講道館やIJFでの正式名称。IJF略号URG。

## 概要
基本形はうつ伏せとなった受の腕を取の右腕ですばやく上から掬い、左腕で受の下穿きを掴む。そこから受の腹の下に頭を潜り込ませて、てこの原理を利用して受をひっくり返す。そして仰向けとなった状態から受を掴んだ両手を決して離さずに、取の後頭部を受の腹部に固定して抑え込みに入る。この際、受の腹部に深く後頭部を乗せると返されやすいので、取の足を動かして抑え込み易くなるように位置を調整する。横四方固で取のみ裏返しにして仰向けにしたような技。後袈裟固のような形状になりながらも、受に取の背中を完全に向けた点が後袈裟固と異なる。また、この技から後袈裟固や肩袈裟固からの腕挫腕固への移行も度々見られる。
講道館における抑込技の規定では、取と受がかねがね向き合った状態を抑え込みの条件と見なしていることから、この技を抑込技と認定していなかったが、多様化する技術への対応のために講道館技研究部で技名称の再検討を行った結果、2017年にこの技を正式に認めることになった。一方、IJFでは1995年9月に制定されたIJF技名称の抑込技に含めた。しかし、1998年には省かれることになった。その後、2013年のルール改正において、この技が再び抑込技と認められることになった。
七大柔道や1995年9月のIJF技名称に加えられた時点の講道館柔道審判規定の取り扱い条項では抑え込みとして認められないが他の抑込技からこの体勢に移行した場合、抑え込みは継続する。1998年以降、IJF審判規定において無効だった時期は、他の抑込技からこの体勢に移行した場合、抑え込みは「とけた」となった。
1995年9月にIJF技名称に加えられたことを取り扱った講道館機関誌『柔道』の記事ではこの技の写真は「「裏固」の変形」と表現されている。すでに柔道界には三船久蔵が「裏固」と呼んだ抑込技が存在していた。
試合での実例
- ワールドマスターズ2017サンクトペテルブルク男子100 kg級1回戦

○ヴァルラーム・リパルテリアニ（ジョージア）　（2:10 裏固）　アンディ・グランダ（キューバ）×
加藤返から裏固に連絡している。
- グランドスラム・パリ2018男子66 kg級準々決勝戦

○キリアン・ルブルーシュ（フランス）　（4:00 裏固）　ウー・ジキャン（中国）×
加藤返をこらえられたので自ら前転し、相手を半横転させ裏固に連絡している。

## 変化
上四方固で取のみ裏返しにして仰向けにしたような裏固もある。受の両腕を制して背中で抑える。
試合での実例
- 2019年世界柔道選手権大会女子78 kg超級準々決勝戦

○イダリス・オルティス（キューバ）　（3:47 裏固）　ベアトリス・ソウザ（ブラジル）×

### 三船久蔵の裏固
柔道家三船久蔵は1954年の書籍『道と術　柔道教典』で次のような技法を裏固と称した。
取は右側面からうつ伏せ状態の受けの右腕を自らの右脚で引っ掛ける。さらに受けの左腋下に自らの左腕を入れて抱え込みながら仰向けに倒れこんで、受を仰向けの状態に持ち込む。この際に取の両脚は受けの右腕に絡めておく。そこから取は自ら回転して、受けをひっくり返しエビ状にしながらうつ伏せ状態になって受を制御する。
プロレスのフォール技ステップ・オーバー・アーム・シザースの形である。
この技は書籍『柔道大事典』の「裏固」の項で工程図付きで紹介されているが柔道競技において抑込技として認められるかどうかは記載されていない。『柔道大事典』が発行された1999年は全ての裏固が抑込技として認められていない時期だった。
映画『燃えよドラゴン』（1973年）のオープニングではブルース・リーがスパーリング相手役のサモ・ハン・キンポーをこの裏固でくだしている。
基本形はこの裏固の途中で受が取の上になった形に似た形である。